# Lions-Quest
Lions-Quest ist ein Life-Skills- und Präventionsprogramm für junge Menschen, das aus zwei Angebotssegmenten mit unterschiedlichen Zielgruppen besteht: Lions-Quest „Erwachsen werden“ und Lions-Quest „Erwachsen handeln“.
Das Lions-eigene Programm Lions-Quest wurde speziell von einer Expertengruppe um den  Bildungs-, Sozial- und Gesundheitswissenschaftler Klaus Hurrelmann entwickelt.

## Lions-Quest „Erwachsen werden“
Lions-Quest „Erwachsen werden“ richtet sich an Kinder und Jugendliche im Alter von 10 bis 14 Jahren und wird vorrangig im Unterricht der Sekundarstufe I von speziell geschulten Lehrkräften vermittelt, um die persönlichen und sozialen Schlüsselkompetenzen der Schülerinnen und Schüler gezielt zu stärken.

## Lions-Quest „Erwachsen handeln“
Seit 2014 wird Lions-Quest „Erwachsen werden“ durch „Erwachsen handeln“ ergänzt, das speziell für Jugendliche und junge Erwachsene von 15 bis etwa 21 Jahren entwickelt wurde. Dieses Programm, das über ein reines Präventionsprogramm hinausgeht und auch neuere Ansätze wie das „Service Learning“ beinhaltet, wurde als einziges Programm in Deutschland speziell konzipiert, um neben Schülern aus allgemeinbildenden Schulen auch Jugendliche und junge Erwachsene am Übergang Schule/Beruf und in der außerschulischen Jugendarbeit zu erreichen.